# Michael Holthaus
Michael Holthaus (né le 13 juillet 1950 à Wuppertal) est un nageur allemand il a participé aux Jeux olympiques d'été de 1968 et aux Jeux olympiques d'été de 1972.